# 금성토평비
금성토평비(錦城討平碑)는 대한민국 전라남도 나주시 금성관에 있는 비석이다. 1990년 2월 24일 전라남도의 문화재자료 제175호로 지정되었다.

## 개요
고종 31년(1894) 동학농민운동이 터졌을 때, 관군이 동학군과 싸워 나주성을 지킨 것을 기념하기 위해 세운 비이다.
거북을 새긴 받침돌 위에 비몸을 세우고 그 위에 지붕돌을 올린 모습이다. 받침돌은 땅 속에 파묻혀 그 윗부분만 보이고 있다. 비문의 내용은 크게 세부분으로 나뉘어 농민운동이 일어나 나주에까지 동학군이 쳐들어오게 된 과정과 당시 나주목의 수령이던 민종열 목사가 여러 장수들을 지휘하여 치밀한 방어계획을 세웠던 사실, 그리고 관군과 동학군이 나주목에서 싸우는 과정등을 자세하게 서술하였다.
동학군에 반대했던 유림들이 뜻을 모아 세운 것으로 짐작되며, 비문은 기우만이 짓고 송재회가 글씨를 써서 고종 32년(1895)에 세웠다.
동학항쟁 당시 나주를 중심으로 한 호남지방의 역사적 사실을 비교적 자세히 기록하여 동학농민운동의 연구에도 중요한 자료가 된다.

## 위치 이전
나주 금성관 옆면에 25기의 선정비와 함께 무질서하게 세워져 비의 건립연대, 종류·성격 등에 맞게 분류하여 재정비가 필요가 있고, 옛 나주군청 당시 임의로 이전하여 문화재 환경에 부적합하고, 안정적인 관리와 활용도를 높일 수 있는 자리(망화루 옆)로 이전하였다.

## 같이 보기
- 나주 금성관 - 전라남도 유형문화재 제2호

## 참고 자료
- 금성토평비 - 국가유산청 국가유산포털